# Tympanogaster magarra
Tympanogaster magarra är en skalbaggsart som beskrevs av Perkins 2006. Tympanogaster magarra ingår i släktet Tympanogaster och familjen vattenbrynsbaggar. Inga underarter finns listade i Catalogue of Life.